# Amethysphaerion trinidadense
Amethysphaerion trinidadense är en skalbaggsart som först beskrevs av Gilmour 1963.  Amethysphaerion trinidadense ingår i släktet Amethysphaerion och familjen långhorningar. Inga underarter finns listade i Catalogue of Life.